# Seleção Brasileira de Handebol Masculino em 2008
Em Julho a seleção venceu o Japão por 28 a 26, conquistando o título do torneio preparatório para as Olimpíadas de Pequim, realizado na cidade de Hiroshima, no Japão.
Em jogo válido pelas Olimpíadas de Pequim, A seleção foi eliminada pela Espanha, ficando a apenas um gol do empate: 36 a 35.